# Hesperomiza dusa
Hesperomiza dusa är en fjärilsart som beskrevs av William Schaus 1901. Hesperomiza dusa ingår i släktet Hesperomiza och familjen mätare. Inga underarter finns listade i Catalogue of Life.